# Матија Пинтарич
Матија Пинтарич (словен. Matija Pintarič — Марибор, 11. август 1989) професионални је словеначки хокејаш на леду који игра на позицијама одбрамбеног играча.
Члан је сениорске репрезентације Словеније за коју је на међународној сцени дебитовао на светском првенству 2011. године.
У сезони 2016/17. проглашен је за најбољег голмана француске лиге.